# Miguel de los Santos Taborga
Miguel de los Santos Taborga Pizarro (1833-1905) fue un sacerdote, arzobispo periodista, historiador y político boliviano. Fue arzobispo de La Plata (hoy arquidiócesis de Sucre) y miembro de la Real Academia Española (RAE). Se opuso a la invasión chilena del litoral boliviano y logró que la Santa Sede no reconozca esa ocupación.

## Biografía
Nació el 5 de julio de 1833 en la ciudad de Sucre, capital de Bolivia, hijo de Mariano Taborga Contreras y Ana María del Carmen Pizarro y Zaldúa. Recibió el bautismo al día siguiente en la parroquia Santo Domingo, y su padrino fue don Tomás Genaro Barrón. Su abuelo materno fue el último presidente de la Real Audiencia de Charcas, Ramón García de León y Pizarro.
Sus hermanos fueron: Fernando, Manuel Mariano, Carlos María, José Raimundo, José María, Justo Lorenzo, María Magdalena, Joaquín Simeón, José Marcelino y Juana. A los 18 años de edad, fundó la Sociedad Católica Literaria en San Felipe Neri. El año 1852, fundó junto a Mariano Baptista el periódico El Amigo de la Verdad. Tomó parte también del periódico católico El Cruzado, fundado en 1868.
Recibió el orden sacerdotal el 11 de enero de 1857, a sus 55 años de edad. Su reputación fue tal, que se lo delegó como parte de la delegación boliviana al Concilio Vaticano I (1869-1870). Su función fue la de secretario del arzobispo de La Plata (hoy arquidiócesis de Sucre), Pedro Puch y Solona. Una vez de nuevo en Bolivia, se lo designó presidente del Congreso Nacional en la Asamblea Constituyente de 1871. Posteriormente, se sumó a la Convención Nacional en 1880. Contó con 18 años de trayectoria política y se integró a discusiones intensas contra Casimiro Olañeta y Casimiro Corral.

## Labor eclesiástica
El 8 de mayo de 1898 se lo designó arzobispo de La Plata, después de haber renunciado 3 veces al puesto. Es posible que Don Taborga haya sugerido que lo suceda el padre Sebastián Pifferi para tal arquidiócesis, debido a que Pifferi conocía un poco más que Taborga acerca de los asuntos de la Iglesia en el oriente de Bolivia, y existían serias necesidades que atender en tal zona.
El 2 de mayo de 1901, el sacerdote jesuita Kenelm Vaughn afirmó que tenía la autorización del arzobispo Taborga para destinar a Europa los restos del p. Julián de Lizardi, quien había sido asesinado por indios chiriguanos el 17 de mayo de 1735. Antes del hecho, se dejó los huesos de un brazo del p. Lizardi en la Catedral de Tarija. La población pidió al arzobispo Taborga que se retracte de este permiso, pero él lo mantuvo.
A pesar de todo y con miedo ante el descontento, el padre Kenelm ocultó los huesos en una petaca de cuero y viajó con ellos en una mula. Avanzó por Taxara, Humahuaca, Jujuy y Tucumán, y fue bien recibido en dichos municipios de Argentina. Una vez en Buenos Aires, dejó los restos del padre Lizardi en el Colegio del Salvador, que era de la Compañía de Jesús.

## Legado
Taborga falleció el 12 de diciembre de 1905 a la edad de 72 años. En 2019, para homenajearlo, el Museo de la Catedral de Sucre abrió la cripta en la que descansan sus restos. Su cuerpo conserva la vestidura con la que murió.
El escritor Carlos Medinacelli señalaba respecto a Don Miguel Taborga: «Conocía, como buen latinista y lector de los clásicos españoles, todos los recursos del idioma para escribir en una elegante y castiza forma, como bíblica riqueza de imágenes y apóstrofes, como hemos dicho, semejantes a los del profeta hebraico».

## Obra
Si bien su obra escrita se encuentra relativamente dispersa, estas publicaciones son aquellas de las que se dispone abiertamente datos hasta el momento:
- Idea general de una introducción a la historia de Bolivia
- Aclaraciones sobre el 25 de mayo
- Investigaciones históricas sobre la triple misión de Goyeneche
- Crónica de la revolución del 8 de septiembre (1887)
- Oración por la patria
- Crónica de la Catedral de Sucre
- Biografía del reverendo padre Mariano Jacobo M. Ramallo
- Documentos inéditos para la historia de Bolivia (1891)
- Un capítulo de la historia de la época colonial (1905)
- El positivismo, sus errores y falsas doctrinas (1905)
- Estudios históricos: capítulos de la historia de Bolivia (1908)